# Iris speculatrix
Iris speculatrix là một loài thực vật có hoa trong họ Diên vĩ. Loài này được Hance miêu tả khoa học đầu tiên năm 1875.